# Sprachgebrauch
Sprachgebrauch bezeichnet zwei verschiedene Dinge:
1. Die in einer Sprache übliche Ausdrucksweise und Bedeutung.[1] Dazu gehören a) der allgemeine Sprachgebrauch, d. h. die Ausdrucksweise und Bedeutungen der Gemeinsprache, und b) fachsprachlicher Sprachgebrauch; zum Beispiel steht juristischer Sprachgebrauch für die Ausdrucksweise und für die Bedeutung von Ausdrücken der juristischen Fachsprache.
2. Als Gegenbegriff zum Sprachsystem bezeichnet Sprachgebrauch die Verwendung der Einheiten und Regeln des Sprachsystems bei der Bildung von Äußerungen zum Zweck der Kommunikation (Sprachverwendung); diese Äußerungen können mündlich oder schriftlich erfolgen, aber z. B. auch in Form von Morsezeichen, Gebärdensprache oder mit dem Flaggenalphabet.

## Sprachgebrauch als Gegenbegriff zu „Sprachsystem“
Es handelt sich für die Sprachwissenschaft um die Unterscheidung von zwei grundlegenden Aspekten der Sprachbetrachtung. Der Begriff „Sprachgebrauch“ kommt in einem der viel genutzten Fachwörterbücher (Bußmann) als Stichwort nicht direkt vor; stattdessen wird unter „Sprachverwendung“ auf den sehr spezifischen Begriff Performanz verwiesen. Der Dichotomie „Sprachsystem“ und „Sprachgebrauch/-Verwendung“ entspricht bei Ferdinand de Saussure das Begriffspaar langue – parole und bei Noam Chomsky der Gegensatz zwischen Kompetenz (= das Wissen eines idealen Sprechers oder Hörers von seiner Sprache) und Performanz (das, was der Sprecher/Hörer bei der Verwendung der Sprache tatsächlich tut).
Der jeweilige Sprachgebrauch wird beeinflusst von situativen, sozialen, psychologischen, individuellen und eventuell weiteren Faktoren. Er umfasst unter anderem Sprechverhalten (Sprechakte), Schreiben, Umgang mit schriftlichen Aufzeichnungen (Lesen, Übersetzung, Standardisierung unter anderem).
- Die deskriptive (beschreibende) Linguistik beschreibt, wie eine Sprache tatsächlich verwendet wird und welche Regeln und Einheiten es gibt.
- Die präskriptive (normative, vorschreibende) Linguistik gibt vor, wie Sprache verwendet werden soll.

In vielen Fällen werden aber Wort- oder Satzformen durch den Sprachgebrauch (Usus) vorgegeben, sodass diese neuen Regeln in die Grammatiken und eventuell auch neue Wörter in die Lexika (Haß-Zumkehr 2001) übernommen werden müssen. Der Sprachgebrauch ändert sich also immer schneller als seine Kodifizierung.

## Veränderung von Sprache
Sprachgebrauch führt einerseits zur Erhaltung, andererseits zur Veränderung einer Sprache (Sprachwandel). Wörter können innerhalb weniger Jahre neue oder verschobene Bedeutungen erhalten (Sprachdrift) oder sie können aus der Sprache verschwinden, vergessen werden. Dies ist nicht nur in der Umgangssprache der Fall, sondern auch in den sogenannten Fachsprachen. Im Sprachgebrauch zeigen sich die sich wandelnden Bedürfnisse der Menschen, die die Sprache sprechen. Je mehr Menschen verschiedener Sprache miteinander in Kontakt sind, desto stärker beeinflusst der Sprachgebrauch die entsprechenden Sprachen.